# غاري يونغ
غاري يونغ (بالإنجليزية: Gary Young)‏ هو كاتب سيناريو وموسيقي أمريكي، ولد في 3 مايو 1953 في قرية مامارونيك في الولايات المتحدة.

## وصلات خارجية
- غاري يونغ على موقع ميوزك برينز (الإنجليزية)
- غاري يونغ على موقع أول ميوزيك (الإنجليزية)
- غاري يونغ على موقع ديسكوغز (الإنجليزية)